# Верхняя Эшера
Верхняя Эше́ра (абх. Аҩадаҭәы Ешыра) — село в Абхазии, в Сухумском районе частично признанной Республики Абхазия, согласно административному делению Грузии — в Сухумском муниципалитете Абхазской Автономной Республики (на границе с Гудаутским районом), на побережье Чёрного моря с продолжением к северо-востоку (северо-западнее и севернее села Эшера), к северо-западу от города Сухума.

## Этимология
Филолог Валерий Кварчия склонен к версии, что название села происходит от масдарной формы глагола абх. а-ҩшара — еиҩшара — «межа», «место раздела». Село исторически находится на границе между Абазгией и Апсилией, а в современности — между Сухумским и Гудаутским районами.

## Население
| Численность населения | Численность населения | Численность населения |
| 1959                  | 1989                  | 2011                  |
| --------------------- | --------------------- | --------------------- |
| 595                   | ↗738                  | ↗1052                 |

По данным 1959 года в селе Верхняя Эшера проживало 595 человек, в основном армяне (в Верхне-Эшерском сельсовете в целом — 1953 человек, в основном также армяне (сёла Агдара (210 чел.), Адзыгеж (Адзигеги, 400 чел.), Амбарихуца (Амабарухуда, 651 чел.), Уазабаа (97 чел., где также и абхазы) и собственно Верхняя Эшера).
В 1989 году в селе Верхняя Эшера проживало 738 человек, в основном армяне, а также абхазы; в Верхне-Эшерском сельсовете в целом (включая 71 жителя с. Агдара (210 чел.), 561 житель с. Адзыгеж (Адзигеги), 531 житель с. Амбарихуца (Амабарухуда), 130 жителей с. Уазабаа) в 1989 году) — 2031 человек.
По данным переписи 2011 года численность населения сельского поселения (сельской администрации) Верхняя Эшера составила 1052 жителя, из них 70,1 % — армяне (737 человек), 23,1 % — абхазы (243 человек), 1,1 % — русские (12 человек), 0,4 % — украинцы (4 человека), 0,1 % — сваны (1 человек), 5,2 % — другие (55 человек).

## Известные уроженцы
- Бастанджян, Мигран Мигранович (1913—1958) — Герой Советского Союза.
- Аветисян, Арутюн Ишханович (1971) — Академик РАН, профессор РАН, российский математик, специалист в области системного программирования.